# Ipiatik Lake
Ipiatik Lake är en sjö i Kanada.   Den ligger i provinsen Alberta, i den centrala delen av landet, 2 700 km väster om huvudstaden Ottawa. Ipiatik Lake ligger 676 meter över havet. Arean är 5,3 kvadratkilometer. Den sträcker sig 3,1 kilometer i nord-sydlig riktning, och 2,9 kilometer i öst-västlig riktning.
I omgivningarna runt Ipiatik Lake växer i huvudsak barrskog. Trakten runt Ipiatik Lake är nära nog obefolkad, med mindre än två invånare per kvadratkilometer.